# Franz Friedrich Fronius
Franz Friedrich Fronius (9 de enero de 1829 - 14 de febrero de 1886) fue un botánico, clérigo luterano, y etnólogo rumano, de Schäßburg.
Fue profesor en la Universidad de Bucarest, y miembro de la Academia Rumana.

## Biografía
Aborigen de Nadesch (hoy Nadeş). Escribió más de treinta libros, como, Flora von Schäßburg, ein Beitrag zur Flora von Siebenbürgen (Flora de Schäßburg, una Contribución a la Flora de Siebenbürgen), y Aus Siebenbürgens Vorzeit und Gegenwart: Mittheilungen ("Estrenos: Transilvania, de la Antigüedad al Presente") y fue coautor de numerosas otras obras.

## Otras obras
- Zwei botanische Exkursionen in die Frumoase und den Butschetsch. Verhandl. und Mitt. Nr. 6, 1855
- Beiträge zur Entwicklungsgeschichte der evangelisch-sächsischen Gemeinde Arkeden. Hermannstadt 1866
- Das deutsche Badeleben in Siebenbürgen. Sächsische Hausfrau, 1860
- Zur Erinnerung an Dr. Johann Christian Gottlob Baumgarten. Archiv für siebenbürgische Landeskunde, Neue Folge Nº 11, 1873
- Bilder aus dem sächsischen Bauernleben in Siebenbürgen, Graeser Verlag, Wien 1879, 1883 und 1885
- Zur Charakteristik der Karpatenflora. Jahrbuch SKV, 1881
- Litterae obscurorem virorum.
- La abreviatura «Fronius» se emplea para indicar a Franz Friedrich Fronius como autoridad en la descripción y clasificación científica de los vegetales.[6]